# Barchetta

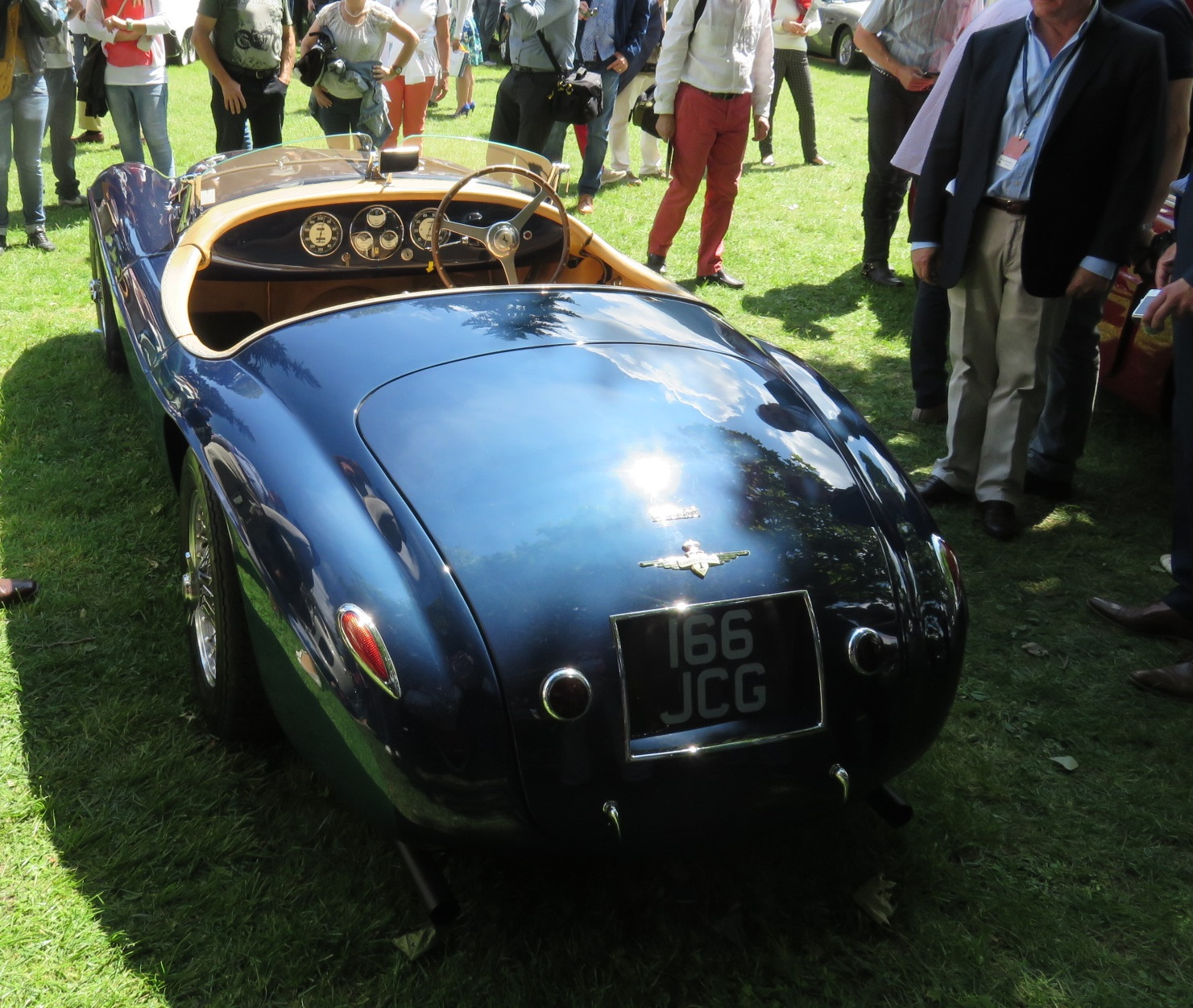
L'esemplare di Ferrari 166 MM Touring, appartenuto a Gianni Agnelli, dal quale origina il termine "Barchetta"

La barchetta è un tipo di carrozzeria automobilistica completamente priva di capote e di finestrini laterali, caratterizzata da un parabrezza di ridotte dimensioni, a volte diviso in due parti o anche completamente assente. Il nome è dovuto alla somiglianza della vettura ad un piccolo motoscafo.
Dal punto di vista estetico-funzionale, la barchetta può essere considerata la versione moderna della carrozzeria di tipo Torpedo-Skiff, in voga negli anni venti. 
Il termine verrà anche utilizzato, nella seconda metà degli anni cinquanta, per indicare le "spiaggine" con modanature in legno.

## Storia
Pare che il termine "barchetta", riferito a un'automobile, sia nato da un commento di Gianni Agnelli che, osservando la Ferrari 166 MM, presentata al Salone di Torino del 1948, esclamò: «Ma questa non è una macchina; è una barchetta! ». Tale denominazione fu prontamente raccolta dal celebre giornalista sportivo Giovanni Canestrini, e proposta per denominare la versione scoperta della 166 MM, realizzata dalla Carrozzeria Touring di Milano per la Mille Miglia del 1949. La proposta di Canestrini venne subito approvata da Anderloni e dal Drake di Maranello, divenendo in seguito una denominazione tecnica, utilizzata per vari modelli Ferrari, FIAT, Maserati ed altre case automobilistiche italiane, distintiva del tipo di carrozzeria totalmente scoperta, sportiva e a soli due posti. Bisogna sottolineare che, in alcuni casi, però, come per le Ferrari 550 Barchetta e le Fiat Barchetta, si tratta di denominazioni solo evocative con mere finalità di marketing, in quanto i suddetti modelli sono dotati di cappotta a mantice ripiegabile e di finestrini laterali.